# Steinkiste von Ballymaclare
Die Steinkiste von Ballymaclare liegt im Townland Ballymaclare (irisch Baile Mharclaí) im Nordosten des Slieve Coiltia (Sliabh Coiltir) unweit der Straße R734, im Süden der Stadt New Ross im ansonsten ressourcenbedingt megalitharmen County Wexford in Irland.
Die Nordost-Südwest orientierte Steinkiste besteht aus einer etwa rechteckigen Kammer von etwa 2,0 m × 1,0 m und wird von einer Grünsteinplatte bedeckt, die etwa 3,3 m lang, 1,2 m breit und 0,3 m dick ist. Der Deckstein wird von fünf Tragsteinen unterstützt, die die Kammerwände bilden. Zwei flache Platten bilden den gepflasterten Boden. 1938 wurden beim Bau der nahe gelegenen Schule bei Aclare Steine aus dem Steinhaufen entfernt, der die Kiste bedeckte. Der Steinhügel, der die Kiste barg, war von einem ringförmigen Graben von etwa 10 m Durchmesser umgeben.
Im Inneren wurden zwei komplette inzwischen verloren gegangene Gefäße gefunden, von denen eines einen menschlichen Schädel und das andere Leichenbrand enthielt.